# Jednolity rynek

Państwa-uczestnicy jednolitego rynku

Jednolity rynek (ang. European Single Market, Internal Market lub Common Market) – wspólny rynek Unii Europejskiej, którego celem jest zapewnienie na terenach UE i uczestniczących w nim państw trzecich tzw. czterech swobód, czyli:
- swobodnego przepływu osób
- swobodnego przepływu kapitału
- swobodnego przepływu towarów
- swobodnego przepływu usług.

Jest kolejnym etapem europejskiej integracji gospodarczej. Został ustanowiony w 1986 jednolitym aktem europejskim.
Uczestnikami jednolitego rynku są państwa członkowskie Unii Europejskiej oraz Norwegia, Islandia, Liechtenstein i Szwajcaria.